# جسی فرگوسن
جسی تایلر فرگوسن (به انگلیسی: Jesse Tyler Ferguson) (زاده ۲۲ اکتبر ۱۹۷۵) بازیگر آمریکایی است که علت شهرتش بازی در میچل پریچت در سیتکام شرکت پخش رسانه‌ای آمریکا خانواده امروزی است. قبلتر وی در نقش ریچی ولچدر سیتکام سی‌بی‌اس کلاس بازی کرده‌بود. 